# 위시 리스트

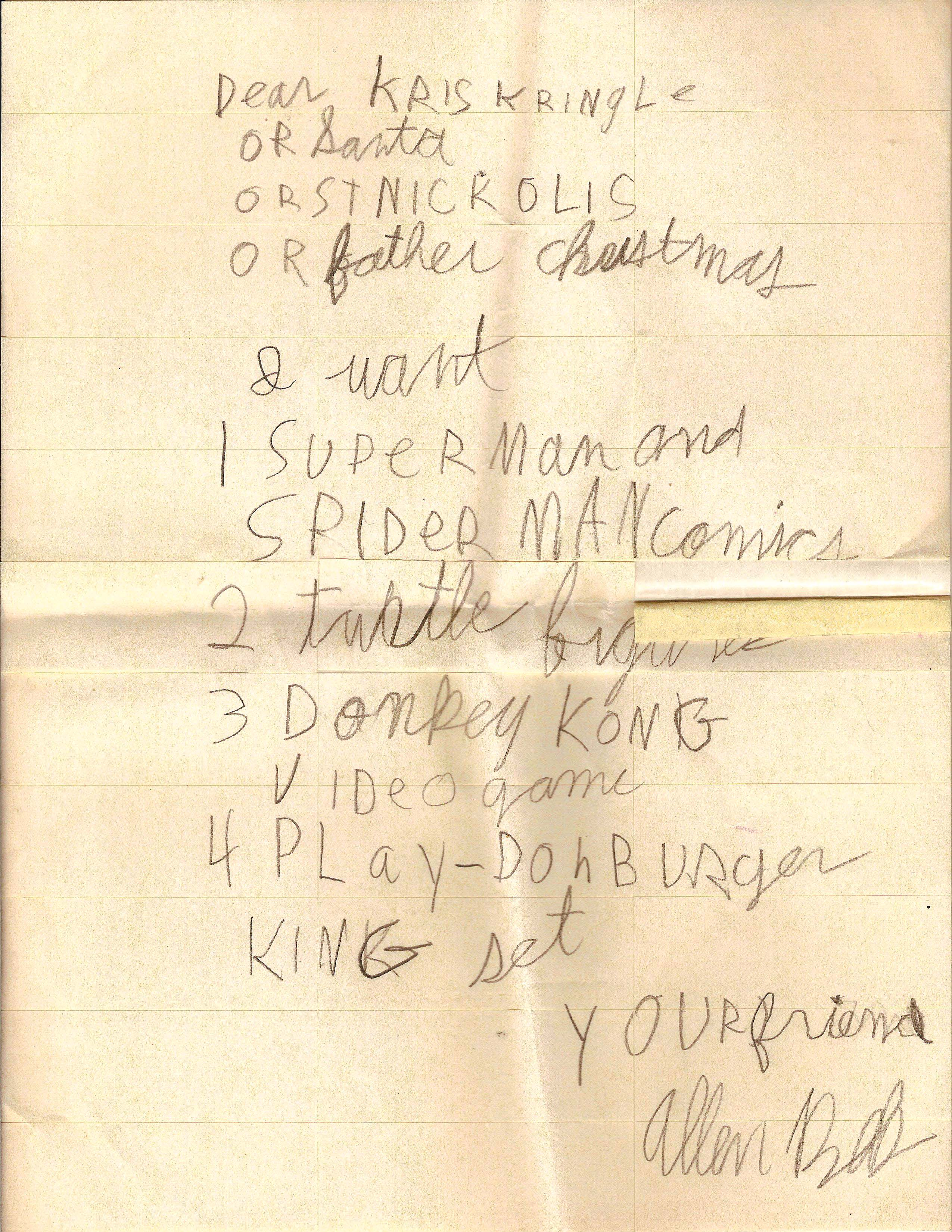
어린 아이가 적어 놓은 위시 리스트

위시 리스트(wish list)는 구매할 예정이거나 원하는 물건을 목록화 시켜서 적어 놓은 것을 의미한다. 온라인 쇼핑몰에서 흔히 찾아볼 수 있는 찜 목록 기능이 이와 흡사하다. 위시 리스트는 개인이나 조직이 원하는 상품 또는 서비스 목록이다. 작성자는 자신의 목록 사본을 가족, 친구 및 예상 수령인을 위해 선물을 구매하거나 나열된 항목 중 일부를 판매할 가능성이 있는 기타 이해관계자에게 배포할 수 있다. 위시리스트의 목적은 선물을 받는 사람과 선물을 주는 사람 사이의 의사소통을 촉진하는 것이다. 위시리스트에는 선물 구매자가 다양한 소매점에서 구입할 수 있는 품목이 포함되어 있는 경우가 많다. 일부 위시리스트는 특정 목적을 위해 특화되어 있거나 선물 등록소와 같은 개별 소매업체에 집중되어 있다.

## 교환 및 발행 시기
일부 문화권에서는 크리스마스나 생일 등 선물을 주는 주요 명절 전에 사람들이 위시리스트를 교환하는 경우가 많다. 위시리스트를 발행하는 다른 일반적인 경우로는 베이비 샤워, 집들이, 결혼식, 자선 행사 등이 있다.

## 온라인
온라인 위시리스트는 일반적으로 등록된 사용자가 위시리스트를 생성하고 여기에 희망사항을 추가한 다음 이메일이나 페이스북, 트위터 등의 소셜 미디어를 통해 위시리스트에 대한 링크를 전파할 수 있도록 해준다. 게시된 위시리스트 방문자는 대부분의 경우 희망사항에 대해 댓글을 달고 예약할 수 있다. 이는 아날로그 위시리스트에서는 달성하기 훨씬 어려운 시청자 간의 공동 작업 관점을 추가한다. 소매업체 웹사이트의 온라인 위시리스트를 사용하면 나중에 참조할 수 있도록 해당 소매업체 사이트에서 선호하는 품목을 저장할 수 있다. 범용 온라인 위시리스트를 사용하면 여러 소매업체의 품목은 물론 비소매 아이디어까지 추가할 수 있다.

## 같이 보기
- 온라인 쇼핑몰
- 온라인 쇼핑
- 쇼핑